# 埃爾韋拉諾 (加利福尼亞州)
埃爾韋拉諾（英語：El Verano）是位於美國加利福尼亞州索諾馬縣的一個人口普查指定地區。

## 地理
埃爾韋拉諾的座標為38°17′57″N 123°29′17″W / 38.29917°N 123.48806°W，而該地最高點為海拔高度33米（即108英尺）。

## 人口
根據2010年美國人口普查的數據，埃爾韋拉諾的面積為2.958平方千米，當中陸地面積為2.958平方千米，而水域面積為0.000平方千米。當地共有人口4123人，而人口密度為每平方千米1,393人。